# Julgransgräs
Julgransgräs (Dinebra retroflexa) är en gräsart som först beskrevs av Vahl, och fick sitt nu gällande namn av Georg Wolfgang Franz Panzer. Enligt Catalogue of Life ingår Julgransgräs i släktet julgransgrässläktet och familjen gräs, men enligt Dyntaxa är tillhörigheten istället släktet julgransgrässläktet och familjen gräs. Arten förekommer tillfälligt i Sverige, men reproducerar sig inte. Utöver nominatformen finns också underarten D. r. condensata.